# Wynohradiwka (Kamjanske)
Wynohradiwka (ukrainisch Виноградівка; russisch Виноградовка Winogradowka) ist ein Dorf im Westen der ukrainischen Oblast Dnipropetrowsk mit 468 Einwohnern (2012).

## Geschichte
In der ersten Hälfte des 19. Jahrhunderts lag hier das Dorf Petrypol (ukrainisch Петриполь), das von der ansässigen, leibeigenen Bevölkerung nach Abschaffung der Leibeigenschaft im Jahr 1861 aufgegeben wurde. Seit Anfang des 20. Jahrhunderts entstand bei dem aufgegebenen Dorf allmählich eine neue Siedlung. Vom 13. August 1941 bis zum 18. Oktober 1943 war Wynohradiwka von Truppen der Wehrmacht besetzt.

## Geographie
Die Ortschaft liegt im Westen des Rajon Kamjanske. Die nächstgelegenen Städte sind das ehemalige Rajonzentrum Pjatychatky 25 km südwestlich und Schowti Wody 42 km südwestlich des Dorfes.
Am 12. Juni 2020 wurde das Dorf ein Teil der neugegründeten Stadtgemeinde Pjatychatky, bis dahin bildete es zusammen mit den Dörfern Tschystopil (ukrainisch Чистопіль), Saporischschja (ukrainisch Запоріжжя) und Suchaniwka (ukrainisch Суханівка) die gleichnamige Landratsgemeinde Wynohradiwka (Виноградівська сільська рада/Wynohradiwska silska rada) im Westen des Rajons Pjatychatky.
Am 17. Juli 2020 kam es im Zuge einer großen Rajonsreform zum Anschluss des Rajonsgebietes an den Rajon Kamjanske.

## Bevölkerungsentwicklung
| 2001 | 2008 | 2009 | 2010 | 2011 | 2012 |
| ---- | ---- | ---- | ---- | ---- | ---- |
| 509  | 442  | 458  | 460  | 465  | 468  |